# Занскар
 Тази статия е за планината в Индия.  За реката вижте Занскар (река).  
Занскар (на хинди: ज़ंस्कार, на английски: Zanskar) е планина в територията Ладакх в северна Индия, част от Хималаите.
Представлява планинска верига с дължина около 640 километра, разположена успоредно между главната верига на Хималаите на югозапад и хребета Ладакх на североизток. От тях я отделят съответно долините на реките Занскар и Инд. Най-висока точка е връх Камет с надморска височина 7756 метра.
В планината се намира националният парк „Хемис“.